# Il giro del mondo in 80 giorni (serie televisiva 2021)
Il giro del mondo in 80 giorni (Around the World in 80 Days) è una serie televisiva basata sull'omonimo romanzo di Jules Verne del 1873. È stata commissionata dall'Alleanza europea, un'alleanza di coproduzione di France Télévisions, ZDF della Germania e Rai dell'Italia, con ulteriori partner di coproduzione di Masterpiece (Stati Uniti) e Be-Films/ RTBF (Belgio). È stata prodotta nel Regno Unito, Francia e Sudafrica, e le riprese si sono svolte anche in Romania. La serie è stata presentata in anteprima su La Une in Belgio, il 5 dicembre 2021, e successivamente su BBC One nel Regno Unito il 26 dicembre 2021. In Italia era programmata per lo stesso periodo, ma è stata trasmessa due anni dopo, su Rai 2, dal 27 dicembre 2023 al 5 gennaio 2024 in quattro serate. Nel novembre 2021, prima della messa in onda, è stato annunciato che la serie tv era stata rinnovata per una seconda stagione.

## Trama
Il gentiluomo vittoriano Phileas Fogg scommette 20.000 sterline con un membro snob del prestigioso Reform Club di riuscire a circumnavigare il mondo in 80 giorni, insieme al suo nuovo cameriere Passepartout e alla giornalista Abigail Fix.

## Personaggi

### Principali
- Phileas Fogg, interpretato da David Tennant, doppiato da Christian Iansante.
- Jean Passepartout, interpretato da Ibrahim Koma, doppiato da Nanni Baldini.
- Abigail Fix, interpretata da Leonie Benesch, doppiata da Chiara Gioncardi.

### Secondari
- Bernard Fortescue, interpretato da Jason Watkins, doppiato da Gianni Giuliano. 
È il padre di Abigail ed amico di Fogg.
- Nyle Bellamy, interpretato da Peter Sullivan, doppiato da Stefano De Sando. 
È il rivale di Fogg.
- Grayson, interpretato da Richard Wilson, doppiato da Bruno Alessandro. 
È il maggiordomo di Fogg.
- Roberts, interpretato da Leon Clingman, doppiato da Claudio Maria Pascoli. 
È il maitre d'hotel al Reform Club.
- Thomas Kneedling, interpretato da Anthony Flanagan, doppiato da Alberto Bognanni. 
È lo scagnozzo di Bellamy.
- Hughes, interpretato da Jeff Rawle, doppiato da Gerolamo Alchieri.
È il direttore della banca a Londra.
- Samuel Fallentin, interpretato da David Sherwood, doppiato da Stefano Billi.
È un membro del Reform Club

## Puntate
| n° | Titolo originale | Titolo italiano | Prima TV Belgio  | Prima TV Italia  |
| -- | ---------------- | --------------- | ---------------- | ---------------- |
| 1  | Episode 1        | Episodio 1      | 5 dicembre 2021  | 27 dicembre 2023 |
| 2  | Episode 2        | Episodio 2      | 5 dicembre 2021  | 27 dicembre 2023 |
| 3  | Episode 3        | Episodio 3      | 12 dicembre 2021 | 29 dicembre 2023 |
| 4  | Episode 4        | Episodio 4      | 12 dicembre 2021 | 29 dicembre 2023 |
| 5  | Episode 5        | Episodio 5      | 19 dicembre 2021 | 3 gennaio 2024   |
| 6  | Episode 6        | Episodio 6      | 19 dicembre 2021 | 3 gennaio 2024   |
| 7  | Episode 7        | Episodio 7      | 26 dicembre 2021 | 5 gennaio 2024   |
| 8  | Episode 8        | Episodio 8      | 26 dicembre 2021 | 5 gennaio 2024   |